# Булатниково
Була́тниково (рос. Булатниково) — село у складі Ленінського міського округу Московської області, Росія.

## Населення
Населення — 551 особа (2010; 382 у 2002).
Національний склад (станом на 2002 рік):
- росіяни — 96 %